# Colegio Tecnológico Budmouth
El Colegio Tecnológico Budmouth (en inglés:  Budmouth Technology College) es un colegio tecnológico ubicado en Weymouth, condado de Dorset, Inglaterra. Tiene más de 1.500 alumnos de entre 11 y 18 años. Su campus da a la Costa Jurásica, declarada Patrimonio de la Humanidad por la Unesco.
- Datos: Q4985146